# Фотоконтроль результатів бомбардування
Фотоконтроль — надійний і об'єктивний спосіб контролю результатів бомбардування.
Фотографування результатів бомбардування має встановити влучність бомбардування і результат виконання бойового завдання в цілому.
Застосовуються три види фотографування результатів бомбардування:
- самоконтроль екіпажу;
- самоконтроль групи;
- спеціальний фотоконтроль.

Для досягнення високої якості фотоконтроль результатів бомбардування необхідно:
- витримування заданого режиму польоту при фотографуванні;
- правильна установка кута нахилу оптичної осі об'єктиву аерофотоапарата;
- раціональне розміщення літаків з аерофотоапаратами в строю групи;
- правильний вибір величини експозиції та інтервалу між експозиціями.

Аерофотоапарати, призначені для денного фотографування, незалежно від методу бомбардування і типу фотоустановок повинні мати нахил оптичної осі назад на 15-30°.
При самоконтролі групи один з аерофотоапаратів повинен бути встановлений для планового фотографування або мати нахил оптичної осі вперед від 0 до 10°, що забезпечить можливість фотографування цілі до бомбардування.
Часовий інтервал між експозиціями на командному приладі для аерофотоапаратів на хитною установці (для всіх висот фотографування) і для аерофотоапаратів на нерухомій установці (при висоті фотографування менше 1000 м) встановлюється, як правило, найменший.
Для висот більше 1000 м (при нерухомій установці аерофотоапарата) інтервал між експозиціями розраховується виходячи з отримання 50-процентного перекриття аерознімків.
При фотоконтроль результатів бомбардування вдень застосовуються такі способи фотографування:
- з горизонтального польоту по прямій з заданої висоти;

Фотографування з горизонтального польоту по прямій з заданої висоти є найнадійнішим способом фотоконтроль результатів бомбардування і застосовується у всіх випадках, що допускаються обстановкою.
- з пікірування;

Фотографування з пікірування застосовується при фотоконтроль результатів бомбардування з пікірування.
- при розвороті;

Фотографування мети і розривів при розвороті застосовується в тому випадку, якщо після скидання бомб літак (група) починає розворот для подальшого догляду з курсом, зворотним бойового курсу. При розвороті крен не повинен перевищувати 30°.
- при польоті по прямій після розвороту.

Фотографування при польоті по прямій після розвороту застосовується в тих же випадках, що і фотографування при розвороті, але воно більш надійно; в цьому випадку літак (група) починає розворот відразу ж після скидання бомб і припиняє його за 3-5 сек до моменту розриву бомб, після чого виконує прямолінійний політ до закінчення фотографування.
При фотоконтролі результатів бомбардування вночі залежно від обстановки застосовуються такі способи фотографування:
- підхід до мети і фотографування її з горизонтального польоту;
- підхід до цілі на плануванні і фотографування її з горизонтального польоту;
- підхід до мети і фотографування її з планування.

У всіх випадках фотографування виробляється при висвітленні мети спеціальними бомбами ФОТАБ.
При самоконтролі екіпажу вночі фотографування проводиться безпосередньо після вибуху бомб, при цьому ФОТАБ скидається останньою в серії бойових бомб.